# Хурамша
Хурамша (рос. Хурамша) — улус Іволгинського району, Бурятії Росії. Входить до складу Сільського поселення Гільбірінське.
Населення — 996 осіб (2015 рік).